# Università tecnica Federico Santa María
L'Università tecnica Federico Santa María è una università privata cilena con sede a Valparaíso, Santiago, Concepción e Rancagua.

## Dipartimenti
- Architettura
- Chimica
- Educazione fisica, sport ed educazione ricreativa
- Elettronica
- Fisica
- Ingegneria civile
- Ingegneria chimica ed ambientale
- Ingegneria elettrica
- Ingegneria meccanica
- Matematica
- Product design
- Scienze aeronautiche
- Scienze dei materiali
- Studi umanistici[1]